# Кавказский, Николай Юрьевич
Никола́й Ю́рьевич Кавка́зский (род. 16 октября 1986, Москва) — российский правозащитник, оппозиционер, фигурант «Болотного дела». Кавказский позиционирует себя как левый социал-демократ, интернационалист, ЛГБТ-активист, про-феминист. Сторонник введения ювенальной юстиции и «гуманной наркополитики».

## Биография
Николай Юрьевич Кавказский родился 16 октября 1986 года в Москве.
В 2001 году окончил музыкальную школу им. Прокофьева по классу виолончели.
В 2008 году окончил Институт мировой экономики и информатизации по специальности юриспруденция.
С 2006 года участвовал в оппозиционных акциях «Марш несогласных». Являлся одним из организаторов акций в защиту прав ЛГБТ, женщин, лиц с ограниченными жизненными возможностями и мигрантов — «Маршей равенства».
В 2007 году вступил в партию «Яблоко». В 2008 году набрал около 20 % голосов на выборах председателя Московского Яблока.
С 2008 года и по настоящее время состоит в социал-демократической группе «Левое социалистическое действие».
В 2009—2010 годах — член контрольно-ревизионной комиссии Московского «Молодёжного Яблока».
В 2009—2010 годах — член территориальной избирательной комиссии с правом решающего голоса Алексеевского района Москвы от партии «Яблоко».
С 2010 года и по настоящее время состоит в МОБПО[что?] «Комитет за гражданские права».
С 2010 по 2011, с 2017 года — член регионального совета Московского «Молодёжного Яблока».
В 2011 году — кандидат в депутаты Государственной думы РФ VI созыва.
В 2011—2012 — заместитель председателя Московского «Молодёжного Яблока».
В 2012 году вышел из «Яблока», так как планировал принять участие в создании объединённой левой партии, но в 2013 году решил вернуться обратно в «Яблоко». Григорий Явлинский назвал возвращение «очень важным событием в жизни нашей партии».
Состоит в молодёжной, гендерной и социал-демократической фракциях партии «Яблоко».
В 2014—2015 годах, с 30 декабря 2016 года по 28 декабря 2017 года — член правления МОБПО «Комитет за гражданские права».
С 2014 по 2018 год, с 2019 года — член регионального совета московского отделения партии «Яблоко».
С 2015 по 2017 год возглавлял московское «Молодёжное Яблоко».
В 2016 году московской конференцией избран делегатом на XIX съезд партии «Яблоко», который проходил 1, 2 и 3 июля в Москве. В своём выступлении на съезде Николай предложил включить в программу партии необходимость перехода на прогрессивное налогообложение, сделать программу более благоприятной для мигрантов, включить пункты о поддержке прав ЛГБТ. Также Кавказский рассказал о проблеме преследования пользователей сети интернет за политическую активность и предложил бороться против такой репрессивной практики.
На этом съезде Кавказский был выдвинут кандидатом в депутаты Госдумы 7-го созыва (третьим по федеральному списку «Яблока» на юге Москвы). По итогам голосования за список «Яблока» на юге Москвы проголосовало 71 822 избирателей (больше 8 %).
21 июня 2017 года на бюро партии «Яблоко» выступил против выдвижения в губернаторы мэра города Екатеринбурга Евгения Ройзмана. Свою позицию Кавказский обосновал тем, что политические позиции Ройзмана не соответствуют критериям «Меморандума политической альтернативы» партии.
В 2018 году избран председателем московской организации Гендерной фракции партии Яблоко и заместителем председателя фракции.
19 мая 2019 года, в Всемирный день борьбы со СПИДом принял участие в пикете за профилактику ВИЧ, держа в руках радужный флаг.
С 2015 по 2019 год член федерального совета, партийного арбитража партии «Яблоко».
В 2022 году однозначно выступил против войны с Украиной. 24 февраля 2022 года Кавказский был задержан за антивоенную акцию. На следующий день он был арестован на 6 суток.
Николай печатается в «Новой Газете», «Независимой Газете», газете «Общественный Резонанс» и журнале «Демократия и социализм». Ведёт блог на сайтах «Радио Свобода» и «Эхо Москвы».

### «Болотное дело»
Принимал участие в «Марше миллионов» 6 мая 2012 года, за что был обвинён по ч. 2 ст. 212 УК РФ — «участие в массовых беспорядках». Согласно обвинению, Кавказский в ходе беспорядков на Болотной площади ударил сотрудника полиции. С другой стороны, независимые расследования[сколько?] не подтверждают этот факт; в частности, утверждается, что на самом деле он сам защищался от полицейской дубинки.
25 июня Николай был задержан, 26 июня 2012 года был арестован Басманным судом. Арест неоднократно продлевался. Защита Кавказского многократно обжаловала содержание под стражей правозащитника. Личные поручительства за Николая Кавказского давали депутаты Государственной думы РФ Дмитрий Гудков и Илья Пономарёв. 2 августа 2013 года по жалобе уполномоченного по правам человека из-за необоснованности продлений арестов президиум Мосгорсуда отменил все продления содержания под стражей, заменив меру пресечения Кавказскому на домашний арест. В совокупности Кавказский находился под арестом почти полтора года.
26 июня 2013 года Николай Кавказский заявил отвод судье Наталье Никишиной, которая вела процесс по Болотному делу. По мнению Кавказского, судья не была объективна и беспристрастна, а наоборот, заинтересована в исходе дела, выгодном стороне обвинения. Судья самолично рассматривала ходатайство о своём отводе и отклонила его.
В 2013 году «Независимая газета» опубликовала статью, переданную Кавказским через адвоката, в которой он рассказал о том, какие нарушения прав человека происходят в СИЗО. Об этом же были публикации в «Новой газете» и ряде других СМИ.
В августе 2012 года, после ареста, была проведена пресс-конференция, посвящённая Николаю Кавказскому. В ней приняли участие представители молодёжного «Яблока», движения «За права человека», Комитета за Рабочий Интернационал, Радужной ассоциации, Комитета за гражданские права и Союза трудовой бедноты. В сентябре 2012 года Бюро партии «Яблоко» выпустило заявление, требующее освобождения Кавказского. В декабре 2012 года Совет по правам человека обратился к руководству Следственного комитета России с просьбой об изменении меры пресечения Кавказскому, однако Следственный комитет отказался применить к нему более мягкую меру пресечения, чем заключение под стражу.
18 апреля 2013 года в рамках акции «Один день — одно имя» в Санкт-Петербурге, Барнауле и Москве прошли мероприятия в поддержку Николая Кавказского. В 2012—2013 годах в Москве проходили многотысячные оппозиционные демонстрации, участники которых требовали освобождения арестованных по «Болотному делу».
3 октября 2013 года Николай Кавказский был признан международной правозащитной организацией Amnesty International узником совести вместе с рядом других фигурантов Болотного дела. Николай Кавказский, Алексей Полихович и Денис Луцкевич отказались признавать себя узниками совести, пока ими не признают всех фигурантов Болотного дела.
19 декабря 2013 года Кавказский был амнистирован, в отношении него было прекращено уголовное преследование. Кавказский заявил суду, что согласен на амнистию, но вину не признаёт.
Защита Николая Кавказского обжаловала его содержание в следственном изоляторе и нахождение под домашним арестом в Европейском суде по правам человека.
В «болотном деле» Николая Кавказского защищали адвокаты Вадим Клювгант, Сергей Миненков и Дмитрий Айвазян.

### Нападения
Кавказский не раз подвергался нападениям по политическим мотивам.
31 мая 2014 года на Николая и других участников «Радужного митинга» произошло нападение возле метро «Октябрьская». В Кавказского брызнули струёй газа и ударили по ноге.
15 октября 2014 года Николай подвергся нападению во время проведения одиночного пикета около посольства Киргизии.
В сентябре 2015 года Кавказский был избит, когда проводил агитационную кампанию в качестве кандидата в муниципальные депутаты.

## Участие в выборах

### Выборы в Координационный совет российской оппозиции
В 2012 году Кавказский выдвигался в КСО от левой курии и набрал 8455 голосов. Входил в избирательные блоки «Новые левые» и «За единство всех трудящихся».

### Выборы в Московскую городскую думу VI созыва
Кавказский участвовал в выборах в качестве кандидата от партии «Яблоко» в Московскую городскую думу VI созыва по 45 избирательному округу (районы Басманный, Мещанский, Красносельский и Сокольники). Согласно официальным итогам голосования, за Кавказского проголосовало 12,78 % избирателей. Кавказский занял третье место среди семи зарегистрированных кандидатов по 45-му избирательному округу, обогнав при этом кандидатов от ЛДПР и «Справедливой России». В период кампании против оппозиционных кандидатов активно использовался административный ресурс.
Во ходе избирательной кампании Кавказский предложил своему основному оппоненту, поддержанному партией «Единая Россия», ректору НИУ ВШЭ Ярославу Кузьминову, встретиться на дебатах. Кузьминов принял предложение, дебаты состоялись в штабе коалиции «За Москву». Во время избирательной кампании Кавказский заявил о невозможности сотрудничества как с Навальным (из-за его националистических убеждений), так и с властью. Оппозиционная коалиция «За Москву» во время выборов рассматривала возможность поддержки как Николая Кавказского, так и Ярослава Кузьминова. В итоге коалиция так и не определилась с поддержкой кандидата в 45-м избирательном округе.
| Кандидаты в депутаты | Партия                                     | Полученный процент | Количество полученных голосов |
| -------------------- | ------------------------------------------ | ------------------ | ----------------------------- |
| Ярослав Кузьминов    | Самовыдвиженец, поддержан «Единой Россией» | 40,99 %            | 12 860                        |
| Елена Фомичёва       | КПРФ                                       | 23,42 %            | 7347                          |
| Николай Кавказский   | Яблоко                                     | 12,78 %            | 4010                          |
| Кристина Симонян     | Справедливая Россия                        | 11,24 %            | 3527                          |
| Антон Умников        | ЛДПР                                       | 3,93 %             | 1234                          |
| Антон Комендантов    | Самовыдвиженец                             | 2,50 %             | 783                           |
| Барбара Бабич        | Самовыдвиженка                             | 2,24 %             | 702                           |

- Предвыборный куб Николая Кавказского в Сокольниках
- Раздача агитационной газеты Николая Кавказского у метро Бауманская
- Волонтёр Кавказского в Сокольниках

### Участие в муниципальных довыборах 2015
В 2015 году Николай Кавказский участвовал в дополнительных выборах Совета депутатов муниципального округа Северное Медведково. Занял 5-е место, набрав 261 голос избирателей (14,61 %) .

### Участие вмуниципальных выборах 2017
В 2017 году Кавказский принимал участие в выборах в совет депутатов Басманного района. По итогам выборов, Николай занял 6-е место, набрав 24,89 % (715) голосов. До победы ему не хватило 31 голоса.

### Выборы в Московскую городскую думу VII созыва
Кавказский заявлял о желании участвовать в выборах в московский парламент в 2019 году.

### Выборы в Государственную думу VIII созыва
Региональный совет Московского Регионального отделения партии «Яблоко» 19 июня предложил руководству партии выдвинуть Николай Кавказского в Госдуму по 199 округу (Люблинскому). 4 июля 2021 съезд партии выдвинул Николая Юрьевича в Госдуму VIII созыва по округу №204 (Перовский одномандатный округ).
Предвыборная кампания кандидата проходила под лозунгом «Кавказский против Путина», полиция препятствовала агитации и даже задержала самого кандидата и его агитаторов. Во время избирательной кампании у Кавказского были украдены листовки из предвыборного штаба.
- Агитация за Николая Кавказского в Рязанском районе Москвы
- Агитация за Николая Кавказского в московском районе Текстильщики
- Агитация за Николая Кавказского в московском районе Некрасовка

### Участие вмуниципальных выборах 2022
В 2022 году Николай Кавказский планировал принять участие в муниципальных выборах в Басманном районе вместе с командой других кандидатов от партии «Яблоко». Однако по обвинению в публикации поста годичной давности об «Умном голосовании», политик был арестован на 10 суток по статье 20.3 Кодекса об административных правонарушениях. Привлечение к ответственности по данной статье лишило Николая права участвовать в выборах. В «Яблоке» посчитали его арест политическим давлением и способом недопуска к выборам. По мнению правозащитников, преследование Кавказского — следствие страха перед победой команды кандидатов от «Яблока» в оппозиционном Басманном районе (недоступная ссылка).

## Политические взгляды
Николай Кавказский придерживается левых социал-демократических взглядов, выступает против сталинизма. Полагает, что в СССР не было социализма, а был государственный капитализм. По вопросам миграции занимает позицию, что «нелегальных людей не бывает». Является противником войны на Украине. Считает необходимым организовывать независимые профсоюзы и помогать им.

## Личная жизнь
Женат на Ирине Николаевне Забелиной (род. 1993), писательнице и феминистке.
В начале войны с Украиной переехал в Египет.